# Martillo de San Eloy
El martillo de San Eloy es un pastel de pasta de brioche con forma de martillo, relleno de cabello de ángel o mazapán y adornado con fruta confitada y gelatina. Suele tener dentro una figurita sorpresa de porcelana. Es el manjar típico de la festividad de San Eloy, el 1 de diciembre, día en que se puede encontrar en las pastelerías de Barcelona (España).
San Eloy es el patrón de los que trabajan el metal (herreros, tesoreros, joyeros), por eso los pasteleros catalanes decidieron idear un dulce que recordara la herramienta de trabajo principal de la industria metalúrgica, el martillo, que se vendería para celebrar la festividad en homenaje al santo.